# Grézac
Grézac település Franciaországban, Charente-Maritime megyében. Lakosainak száma 951 fő (2022. január 1.). Grézac Corme-Écluse, Cozes, Meursac, Saint-André-de-Lidon, Semussac és Thaims községekkel határos.

## Népesség
A település népességének változása:
| Lakosok száma | 607  | 614  | 616  | 675  | 894  | 914  | 929  | 938  | 943  | 951  |
|               | 1968 | 1982 | 1990 | 2006 | 2013 | 2015 | 2017 | 2019 | 2020 | 2022 |